# Placówka Basilisk
Placówka Basilisk (tyt. oryg. On Basilisk Station) – pierwsza powieść Davida Webera z cyklu science fiction Honor Harrington, wydana w 1993 roku nakładem wydawnictwa Baen i opublikowana w Polsce przez Rebis.
Akcja powieści dzieje się około roku 4000 (XIX wiek „ery Diaspory”). Ludzkość skolonizowała gwiazdy i zamieszkuje kilka tysięcy systemów gwiezdnych, podróżując między nimi z wykorzystaniem tzw. napędu grawitacyjnego i wormhole'i, pozwalających na błyskawiczny transport międzysystemowy. Systemy, w których znajduje się więcej niż jeden wormhole nazywane są „wormhole junction”, a ich nacje są zwykle bogate dzięki kontroli i opodatkowaniu junction – ważnych punktów przesyłowych międzygwiezdnej gospodarki. Jednym z takich systemów jest Manticore, z którego pochodzą główni bohaterowie powieści.

## Fabuła
Oficer marynarki wojennej Gwiezdnego Królestwa Manticore, Honor Harrington, dostaje swoje pierwsze samodzielne dowództwo: krążownik HMS Fearless. Po przybyciu na pokład szybko odkrywa jednak, że okręt został wyznaczony do testowania „lancy grawitacyjnej” – nowego, niesprawnego i niestabilnego systemu uzbrojenia, zamontowanego kosztem większości kluczowej broni. Następujące kilka dni później manewry wojskowe kończą się porażką Fearless i dramatycznym spadkiem morale załogi. Okręt zostaje przeniesiony do Basilisk – kontrolowanego przez Królestwo systemu na drugim końcu wormhole'a, traktowanego przez dowództwo jako „punkt zsyłki” nielubianych oficerów. Tu Honor musi poradzić sobie z szeregiem problemów: niskim zaufaniem załogi do swojej dowodzącej; niechęcią władz Basilisk do Królewskiej Marynarki; pierwszym oficerem, zazdrosnym o jej pozycję; kwitnącym w systemie przemytem; konfliktem z lokalnym, inteligentnym gatunkiem; i wreszcie szpiegami konkurencyjnego państwa, Ludowej Republiki Haven.

## Nazwy

### Główne postaci
- Honor Stephanie Harrington – główna bohaterka powieści. Komandor Królewskiej Marynarki Wojennej Manticore, w momencie rozpoczęcia powieści ma około 40 lat. Pochodzi ze Sphinxa, planety o zwiększonej grawitacji, przez co jest wyższa, lepiej zbudowana i silniejsza niż większość ludzi. Autor opisuje ją jako posiadającą azjatyckie rysy twarzy i czarne włosy. Obowiązkowa, jest zdecydowana udowodnić swoją wartość. Ma problemy z samooceną.
- Nimitz – treecat połączony z Honor więzią mentalną. Jest inteligentnym stworzeniem wielkości i kształtu kota, jednak posiada dodatkową parę chwytnych łap. Nie potrafi mówić, porozumiewa się głównie gestykulacją. Jest znany ze swojego złośliwego poczucia humoru.
- Alistair McKeon – komandor Królewskiej Marynarki Wojennej, pierwszy oficer na okręcie Fearless. Opisywany jako „niski i kwadratowy”, jest specjalistą od taktyki i systemów uzbrojenia. Był dowódcą Fearless pod jego poprzednim kapitanem, co początkowo jest źródłem jego niechęci do Honor – uważa, że powinien dostać jej stanowisko.
- James McGuiness – steward Honor Harringon, przysługujący jej z tytułu stopnia. Z powieści wynika, że znali się jeszcze przed przejęciem przez Honor dowództwa Fearless. Spokojny i opanowany, dba o przestrzeganie zasad i troszczy się o komandor Harrington.
- Prescott „Scotty” Tremaine – najmłodszy stopniem oficer Fearless, kadet[2]. Inteligentny i spostrzegawczy, nieraz zaskakuje swoich podwładnych, brakuje mu jednak doświadczenia. Specjalizuje się w wykrywaniu przemytu.
- Horace Harkness – bosman Fearless. Kilkakrotnie degradowany ze względu na przemyt, pędzenie alkoholu i bójki z żołnierzami Marines. Doskonały haker i specjalista od przemytu (głównie poprzez własne doświadczenia). Uznaje samego siebie za „artystę sztuki oszukiwania kadr”.
- dama Estelle Matsuko – gubernator systemu Basilisk z ramienia Królestwa i najwyższy rangą cywilny przedstawiciel rządu. Jest zawiedziona poprzednimi, niezbyt wysokiej jakości oficerami przysyłanymi do systemu. Ma dobre kontakty z kilkoma plemionami rdzennych mieszkańców[3].

### Miejsca
- Gwiezdne Królestwo Manticore – obejmująca dwa systemy gwiezdne monarchia parlamentarna z królową Elżbietą III Winton i dwoma izbami parlamentu – Izbą Lordów, o dziedzicznych stanowiskach i Izbą Gmin, parlamentem. Ulokowane jest w podwójnym systemie gwiezdnym Manticore, obejmującym trzy planety: orbitujące wokół Maticore A planety Mantiocore i Gryphon oraz orbitującą wokół Manticore B planetę Sphinx. Pod kontrolą Królestwa znajduje się Manticore Wormhole Junction, zespół sześciu wormhole'i stanowiących podstawę bogactwa państwa. Jeden z nich prowadzi kilka lat świetlnych od Ziemi; inny – do okupowanego przez Ludową Republikę systemu Trevor Star; najnowszy z odkrytych kieruje się do Basilisk, pozasystemowej posiadłości Królestwa. David Weber stworzył Manticore w oparciu o Wielką Brytanię.
- Basilisk – system kontrolowany przez Królestwo i włączony do niego na prawach prowincji. Służy jako główny punkt handlowy między okolicznymi państwami a Manticore. Zawiera jedną planetę o nazwie Medusa, opisywaną jako „bagnista, porośnięta mchami i bez polotu”. Poza pracownikami administracji i placówek handlowych zamieszkuje ją inteligentna rasa Stiltów, znajdująca się technologicznie na poziomie wczesnego średniowiecza.
- Ludowa Republika Haven – główny przeciwnik Królestwa, drugie pod względem wielkości państwo zamieszkanej przestrzeni. Prowadzi agresywną politykę zagraniczną, anektując pobliskie systemy. Operuje na nieefektywnym modelu gospodarki planowej, który pozostaje niezmienny od ponad wieku. Jej system polityczny jest oparty na systemie kastowym, z podziałem na Dolistów i rządzących Legislatorów.